# Oripodidae
Oripodidae zijn  een familie van mijten. Bij de familie zijn 25 geslachten met circa 110 soorten ingedeeld.